# Pegantha laevis
Pegantha laevis är en nässeldjursart som beskrevs av Bigelow 1909. Pegantha laevis ingår i släktet Pegantha och familjen Solmarisidae. Inga underarter finns listade i Catalogue of Life.